# Centrul pentru Limba Macedoneană din Grecia
Centrul pentru Limba Macedoneană din Grecia (în macedoneană Центар за македонски јазик во Грција, transliterat: Centar za makedonski jazik vo Grcija, în greacă modernă Κέντρο Μακεδονικής Γλώσσας στην Ελλάδα, transliterat: Kéntro Makedonikís Glóssas stin Elláda) este o organizație neguvernamentală și non-profit care își propune să păstreze limba macedoneană în Grecia. Organizația își are sediul în Florina (în macedoneană Лерин, transliterat: Lerin) și înregistrarea sa a fost aprobată oficial la 27 iulie 2022 de către Tribunalul de Primă Instanță din Florina. Organizația își propune să ofere cursuri online gratuite de limba macedoneană și pledează pentru introducerea limbii macedonene în învățământul public din Grecia și pentru recunoașterea limbii macedonene ca limbă minoritară în Grecia. Alte activități ale centrului includ sprijinul pentru formarea profesorilor de limba macedoneană, documentarea dialectelor macedonene locale și urmărirea încălcărilor drepturilor omului împotriva vorbitorilor de limbă macedoneană.
Prim-ministrul Macedoniei de Nord de la vremea aceea, Zoran Zaev, a lăudat înființarea centrului, numind-o unul dintre roadele Acordului de la Prespa din 2018 și o confirmare a relațiilor strânse dintre cele două țări. De asemenea, el i-a mulțumit prim-ministrului Greciei de la vremea aceea, Kyriakos Mitsotakis și predecesorului său, Alexis Tsipras, pentru eforturile depuse pentru îmbunătățirea relațiilor cu Macedonia de Nord în anii premergători formării centrului.
La scurt timp după înregistrarea sa, procurorul unității regionale Florina, partide politice de extremă dreapta și organizații culturale au depus mai multe acțiuni în justiție și cereri prin care solicitau anularea înregistrării centrului, toate fiind respinse de către Tribunalul de Fond din Florina. Centrul pentru Limba Macedoneană din Grecia și-a exprimat profunda satisfacție față de acest lucru și față de schimbarea care avea loc în justiția greacă după decenii de opoziție față de existența unor organizații de acest fel în țară.
Curtea de Apel a regiunii Macedonia de Vest, formată dintr-un singur membru, a anulat ulterior deciziile judiciare anterioare privind funcționarea centrului. Hristijan Mickoski, pe atunci prim-ministrul Macedoniei de Nord, a descris această nouă decizie drept o tentativă greacă de „provocare”, în timp ce fondatorii centrului au declarat că vor face apel împotriva acesteia.